# Ходање 20 километара
Брзо ходање је атлетска дисциплина која подразумева трку основним кораком, тј. напредовање кораком.

###### Постоје два основна правила:
- Једно стопало ходача мора увек бити у додиру са подлогом, и по томе се разликује од трчања (код трчања имамо фазу лета - обе ноге истовремено у ваздуху);
- Нога која иде напред мора бити испружена у колену, тј. несавијена, све до тренутка повратка ноге у окомит положај.

Грешке такмичара које повлаче за собом дисквалификацију, прилично је тешко установити. Оне су многобројне и зависе не само од једног погрешног покрета него и од комбинације више њих.

###### Постоје три основне грешке:
- Константно савијено колено за време ходања (тзв. трка равних табана или трка у „седећем“ положају)
- Скакутање тј. изразито таласасто-вертикално кретање тела горе-доле, са одразима усмереним нагоре
- Летећи ход - када ходач задржавајући исправан, линеаран став изгуби непрекидан додир са тлом, а тло додирује прстима.

На такмичењу суде главни судија и одређени број других судија. Такмичар може бити дисквалификован само после претходне опомена најмање двојице судија, без обзира на тежину почињеног прекршаја. Дисквалификацију саопштава такмичару главни судија.
Уобичајене дисциплине су оне које се одржавају на великим такмичењима на 20 км и 35 км за мушкарце и жене. Поред ових олимпијских дисциплина одржавају се и такмичења на 5, 10, и 50 км. Такмичења у ходању до 20 км одржавају се на улици/друму и на стадиону, а такмичењу на 35 и 50 километара се одржава искључиво на улици/друму. Такмичења на стадиону одржавају се на атлетској стази и обележавају се 5.000, 10.000, 20.000 метара. Такмичења ван стадиона (/на друму или на улици) обележавају се 5, 10, 20, 35 и 50 км.
Светска Атлетска федерација ИААФ води светске рекорде у свим овим дисциплинама.
Дисциплина ходања 20 километара уведена је за мушкарце у атлетски програм Олимпијских игара 1956. у Мелбурну, а за жене када је ова дисциплина заменила дисциплину ходања на 10 километара на Олимпијских игара 2000. у Сиднеју. На првом Светском првенству у атлетици, 1983. у Хелсинкију мушкарци су се надметали на 20 километара, док су жене први пут наступиле у овој дисциплини на Светском првенству 1999. у Севиљи.
Према најбржем времену за мушкарце од око 1:17 сати, може се прорачунати да се они крећу око 4,3 m/s или 15,5 километара на сат. За жене, резултат од око 1:24 сати одговара кретању од око 4,0 m/s или 13,9 km/h.

## Светски рекорди
Први светски рекорд на 20 километара у атлетици ИААФ (International Association of Athletics Federations – Међународна атлетска федерација, данас Светска Атлетика) је признала 1912. године. Тренутни рекорд код мушкараца је 1:16:36, а постигао га је Јусуке Сузуки из Јапана у Номију 15. марта 2015. године. Код жена рекорд држи Јелена Лашманова из Русије у времену 1:23:39 којег је постигла у Чебоксарију 9. јуна 2018. године.

## Листа најбољих резултата - 20 километара ходање за мушкарце
Ово је листа 10 најбржих атлетичара свих времена у дисциплини ходања на 20 километара, са стањем на дан 14. новембар 2024. године. (Напомена: неки атлетичара су више пута преходали стазу у приказаном временском распону. Приказан је само најбољи резултат сваког атлетичара.)
| Ранг | Време   | Атлетичар                   | Националност | Место            | Датум               |
| ---- | ------- | --------------------------- | ------------ | ---------------- | ------------------- |
| 1.   | 1:16:36 | Јусуке Сузуки               | Јапан        | Номи, Јапан      | 15. март 2015.      |
| 2.   | 1:16:43 | Сергеј Морозов              | Русија       | Саранск, Русија  | 8. јун 2008.        |
| 3.   | 1:16:51 | Коки Икеда                  | Јапан        | Кобе, Јапан      | 18. фебруар 2024.   |
| 4.   | 1:16:54 | Каихуа Ванг                 | Кина         | Хуангшан, Кина   | 20. март 2021.      |
| 5.   | 1:17:02 | Јоан Диниз                  | Француска    | Арл, Француска   | 8. март 2015.       |
| 6.   | 1:17:15 | Тошиказу Јаманиши           | Јапан        | Номи, Јапан      | 17. март 2019.      |
| 7.   | 1:17:16 | Владимир Канајкин           | Русија       | Саранск, Русија  | 29. септембар 2007. |
| 8.   | 1:17:21 | Џеферсон Перез              | Еквадор      | Париз, Француска | 23. август 2003.    |
| 9.   | 1:17:22 | Франциско Хавијер Фернандез | Шпанија      | Турку, Финска    | 28. април 2002.     |
| 10.  | 1:17:23 | Владимир Станкин            | Русија       | Адлер, Русија    | 8. фебруар 2004.    |

## Листа најбољих резултата — 20 километара ходање за жене
Ово је листа 10 најбржих атлетичарки свих времена у дисциплини ходања на 20 километара, са стањем на дан 14. новембар 2024. године.(Напомена: неке атлетичарке су више пута преходале стазу у приказаном временском распону. Приказан је само најбољи резултат сваке атлетичарке.)
| Ранг | Време   | Атлетичарка        | Националност | Место             | Датум             |
| ---- | ------- | ------------------ | ------------ | ----------------- | ----------------- |
| 1.   | 1:23:39 | Јелена Лашманова   | Русија       | Чебоксари, Русија | 9. јун 2018.      |
| 2.   | 1:23:49 | Џиају Јанг         | Кина         | Хуангшан, Кина    | 20. март 2021.    |
| 3.   | 1:24:27 | Хунг Љу            | Кина         | Хуангшан, Кина    | 20. март 2021.    |
| 4.   | 1:24:45 | Шиџи Ћејанг        | Кина         | Хуангшан, Кина    | 20. март 2021.    |
| 5.   | 1:24:47 | Елмира Алембекова  | Русија       | Сочи Русија       | 27. фебруар 2015. |
| 6.   | 1:24:50 | Олимпијада Иванова | Русија       | Адлер, Русија     | 4. март 2001.     |
| 7.   | 1:24:56 | Олга Канискина     | Русија       | Адлер Русија      | 28. фебруар 2009. |
| 8.   | 1:25:03 | Марина Новикова    | Русија       | Сочи Русија       | 27. фебруар 2015. |
| 9.   | 1:25:04 | Светлана Васиљева  | Русија       | Сочи Русија       | 27. фебруар 2015. |
| 10.  | 1:25:08 | Вера Соколова      | Русија       | Сочи Русија       | 26. фебруар 2011. |

## Рекорди мушкарци - 20 километара ходање
(стање на дан 14. новембар 2024)
|     | Време   | Атлетичар              | Националност                       | Место                   | Датум            |
| --- | ------- | ---------------------- | ---------------------------------- | ----------------------- | ---------------- |
| СР  | 1:16:36 | Јусуке Сузуки          | Јапан                              | Номи, Јапан             | 15. март 2015.   |
| ОР  | 1:18.46 | Чен Динг               | Кина                               | Лондон                  | 4. август 2012.  |
| ЕР  | 1:16:43 | Сергеј Морозов         | Русија                             | Саранск                 | 8. јун 2008.     |
| САР | 1:17:46 | Хулио Рене Мартинез    | Гватемала                          | Ајзенхитенштат, Немачка | 8. август 1999.  |
| ЈАР | 1:17:21 | Џеферсон Перез         | Еквадор                            | Париз, Француска        | 23. август 2003. |
| АФР | 1:18:23 | Самјуел Кирери Гатимба | Кенија                             | Најроби, Кенија         | 18. јун 2021.    |
| АЗР | 1:16:36 | Јусуке Сузуки          | Јапан                              | Номи, Јапан             | 15. март 2015.   |
| ОКР | 1:17:33 | Нејтан Дикс            | Аустралија                         | Циси, Кина              | 23. април 2005.  |
| РС  | 1:21:50 | Предраг Филиповић      | Србија · АК Црва Трава, Власотинце | Сурчин, Србија          | 22. март 2003.   |

## Рекорди жене - 20 километара ходање
(стање на дан 14. новембар 2024)
|     | Време   | Атлетичарка                      | Националност             | Место              | Датум            |
| --- | ------- | -------------------------------- | ------------------------ | ------------------ | ---------------- |
| СР  | 1:25:41 | Јелена Лашманова                 | Русија                   | Чебоксари, Русија  | 9. јун 2018.     |
| ОР  | 1:25:16 | Шиџи Ћејанг                      | Кина                     | Лондон             | 11. август 2012. |
| ЕР  | 1:25:41 | Јелена Лашманова                 | Русија                   | Чебоксари, Русија  | 9. јун 2018.     |
| САР | 1:26:17 | Марија Гуадалупе Гонзалез Ромеро | Мексико                  | Рим, Италија       | 7. мај 2016.     |
| ЈАР | 1:25:29 | Гленда Морехон                   | Еквадор                  | Ла Коруња, Шпанија | 8. јун 2019.     |
| АФР | 1:30:40 | Грејс Ванџиру Нџуе               | Кенија                   | Најроби, Кенија    | 6. јун 2018.     |
| АЗР | 1:23:49 | Џиају Јанг                       | Кина                     | Хуангшан, Кина     | 20. март 2021.   |
| ОКР | 1:26:25 | Џемима Монтаг                    | Аустралија               | Париз, Француска   | 1. август 2024.  |
| РС  | 1:38:14 | Мина Станковић                   | Србија · АК Пирот, Пирот | Загреб, Хрватска   | 5. октобар 2024. |

## Ходање на стадиону
Поред такмичења у брзом ходању на 20 километара која се одржавају ван стадиона, уприличена су и такмичења у брзом ходању на 20.000 метара на стадиону. Такмичари треба да преходају 50 кругова на атлетској стази, један круг на атлетској стази дугачак је 400 метара.

## Рекорди мушкарци - 20.000 метара ходање
(стање на дан 14. новембар 2024)
|     | Време      | Атлетичар                   | Националност         | Место                | Датум              |
| --- | ---------- | --------------------------- | -------------------- | -------------------- | ------------------ |
| СР  | 1:17:25.6  | Бернардо Сегура             | Мексико              | Фана, Норвешка       | 7. мај 1994.       |
| ОР  | *          |                             |                      |                      |                    |
| ЕР  | 1:18:35.2  | Стефан Јохансон             | Шведска              | Фана, Норвешка       | 15. мај 1992.      |
| САР | 1:17:25.6  | Бернардо Сегура             | Мексико              | Фана, Норвешка       | 7. мај 1994.       |
| ЈАР | 1:19:52.1  | Кајо Бонфим                 | Бразил               | Сао Пауло, Бразил    | 27. јун 2024.      |
| АФР | 1:21:55.0  | Ислам Абделтаваб Абделкалек | Египат               | Каиро, Египат        | 2. мај 2024.       |
| АЗР | 1:18:03.3  | Лингтанг Бо                 | Кина                 | Пекинг, Кина         | 7. април 1994.     |
| ОКР | 1:19:48.1  | Нејтан Дикс                 | Аустралија           | Бризбејн, Аустралија | 4. септембар 2001. |
| РС  | 1:24:52.40 | Александар Раковић          | Србија · АК Ниш, Ниш | Атина, Грчка         | 28. јун 1997.      |

## Рекорди жене - 20.000 метара ходање
(стање на дан 14. новембар 2024)
|     | Време      | Атлетичарка        | Националност | Место                          | Датум              |
| --- | ---------- | ------------------ | ------------ | ------------------------------ | ------------------ |
| СР  | 1:26:52.3  | Олимпијада Иванова | Русија       | Бризбејн, Аустралија           | 6. септембар 2001. |
| ОР  | *          |                    |              |                                |                    |
| ЕР  | 1:26:52.3  | Олимпијада Иванова | Русија       | Бризбејн, Аустралија           | 6. септембар 2001. |
| САР | 1:31:53.72 | Мирна Ортиз        | Гватемала    | Гватемала, Гватемала           | 8. август 2014.    |
| ЈАР | 1:29:07.5  | Мери Луз Андиа     | Перу         | Сао Пауло, Бразил              | 29. јул 2023.      |
| АФР | 1:36:18.3  | Николин Кроње      | Јужна Африка | Дурбан, Јужноафричка Република | 16. април 2004.    |
| АЗР | 1:29:32.4  | Хонгјуан Сонг      | Кина         | Чангша, Кина                   | 23. октобар 2003.  |
| ОКР | 1:33:40.2  | Карен Саксби-Џуна  | Аустралија   | Бризбејн, Аустралија           | 6. септембар 2001. |
| РС  |            |                    |              |                                |                    |

*На Олимпијским играма брзи ходачи су се такмичили искључиво ван стадиона.
Легенда:
- СР: светски рекорд
- ОР: олимпијски рекорд
- ЕР: европски рекорд
- САР: рекорд Северне Америке
- ЈАР: рекорд Јужне Америке
- АФР: рекорд Африке
- АЗР: рекорд Азије
- ОКР: рекорд Океаније
- РС: рекорд Србије